# Freddy En TVE, Canta En Español
Freddy En TVE, Canta En Español ist das 27. Extended-Play-Album des österreichischen Schlagersängers Freddy Quinn, das 1963 im Musiklabel Polydor (Nummer EPH 21 951) in Spanien und Venezuela hergestellt wurde und erschien. Die Herstellung erfolgte durch S.E.L.E.Z., der Druck durch ALG – Madrid und der Vertrieb durch Fonogram unter der Rechteverwerterin Bureau International de l’Edition Mecanique (Seiten A und B) beziehungsweise Sociedad General de Autores y Editores (Seite B). La Guitarra Y El Mar und Hijo Vuelve Pronto wurden durch Industrias Fonoton 1968 als Single in Kolumbien veröffentlicht.

## Schallplattenhülle
Auf der Schallplattenhülle ist Freddy Quinn mit einem beigen Hemd und einer beigen Hose zu sehen, während er am Strand an eine Palme gelehnt ist.

## Musik
Hijo Vuelve Pronto ist die spanische Version von Quinns Lied Junge, komm bald wieder, die spanische Version wurde von Artur Kaps und Manuel Salina adaptiert. Geschrieben wurde das Lied von Lotar Olias und Walter Rothenburg.
La Guitarra Y El Mar ist im Original Die Gitarre und das Meer, geschrieben von Aldo von Pinelli und Lotar Olias. Dieses Lied wurde von Mayer Acevedo adaptiert.
La Salsa Del Amor wurde im Original unter dem Titel Memories Are Made of This von Mindy Carson with Ray Conniff’s Orchestra & The Columbians gesungen und von Dieter Rasch, Ernst Bader und Terry Gilkyson geschrieben. La Paloma ist eine Komposition des spanisch-baskischen Komponisten Sebastián de Yradier (1809–1865), von dem die älteste vorhandene Tonaufnahme ungefähr um 1880 entstand. Quinn hatte dieses Lied zuvor bereits auf Deutsch gesungen; Quinns Version wurde von Franz Josef Breuer arrangiert.

## Titelliste
Das Album beinhaltet folgende vier Titel:
- Seite 1

1. Hijo Vuelve Pronto
2. La Guitarra Y El Mar

- Seite 2

1. La Salsa Del Amor
2. La Paloma